# Borj El Amri
Pour les articles homonymes, voir Amri.
Borj El Amri ou Bordj El Amri (arabe : برج العامري) est une ville située à une trentaine de kilomètres au sud-ouest de Tunis. Elle constitue une étape sur la route nationale 5 en direction de Medjez el-Bab.
Rattachée au gouvernorat de la Manouba, elle constitue une municipalité comptant 6 519 habitants en 2014 ; elle est aussi le chef-lieu d'une délégation.
Créée par décret beylical du 17 décembre 1904, elle naît sous la forme d'un village où s'installent des colons français pratiquant la culture des céréales et la viticulture. Elle s'appelle alors Massicault en hommage à Justin Massicault, résident général de France en Tunisie du 23 novembre 1886 au 5 novembre 1892. Au départ des derniers Français en 1961, elle prend le nom de Borj El Amri en rapport avec une ancienne forteresse (borj).
Aujourd'hui, elle est connue pour abriter l'École de l'aviation, créée dans les années 1960, qui y utilise un aérodrome. Elle est également connue pour accueillir une prison civile où la torture est pratiquée.